# Кордуена
Кордуе́на (Гордиена; арм. Կորճայք, Կորդուք; др.-греч. Γορδυηνῆ, Κορδυηνή; пехл. Kardun; курд. Kardox; ивр. קרטיגיני‎; Gorduene, Cordyene, Cardyene, Carduene, Gordyene, Gordyaea, Korduene) — древняя историческая область на Ближнем Востоке, в Верхней Месопотамии, на стыке современных государственных границ Турции и Сирии.
В разных источниках в разное время территория Кордуены понималась по-разному. Собственно Кордиена занимала небольшую область, с запада ограниченную рекой Тигр, с юга — нижним течением реки Хабур, с севера — рекой Ботан и её левыми притоками, с востока — обычно рекой Большой Заб или водоразделом между Большим Забом и Хабуром. В раннем средневековье эта часть стала по-армянски называться Кордук (арм. Կորդուք / Korduk῾ / Kordowk’) или Кордук-Тморик (Кордуена-Таморитис). В позднем средневековье эта часть стала курдской областью (позднее эмиратом) Бохтан.
При более широком понимании Кордуены в неё включаются области далее на восток, вплоть до водораздела между бассейнами Тигра и озера Урмия (современная граница между Турцией/Сирией и Ираном). Эта восточная часть в древности называлась Хубушкиа / Хабушкиа и была слабо заселена из-за высокогорности и труднодоступности. В раннем средневековье, в составе Армении её северная часть называлась Корчайк (арм. Կորճայք/ Korčayk῾ — произн.: [koɹtʃɑɪkʰ] (класс./зап.), [koɾdʒɑɪkʰ] (вост.), также Korček῾), а южная считаталась частью Адиабены, находившейся к югу («Адиабенская марка»). В некоторых источниках Корчайком называется вся Кордуена, включая и западную часть. В позднем средневековье эта часть стала курдской областью (позднее эмиратом) Хаккяри, также иногда включавшем и западную часть Кордуены.
На юге собственно Кордуены выделялась область Забдикена (арм. Цавдек) или Рехимена.

## Древние источники
О Кордуене (Гордиене) античные авторы стали сообщать довольно рано. Источники Кордуену локализуют в верхнем течении Тигра. По Страбону, Гордиена была расположена на западе Вавилонии; (горы) «южные, на другой стороне Евфрата, простирающиеся к востоку от Каппадокии и Коммагены, вначале называются Тавром… Некоторые называют эти горы Гордиейскими горами. К числу последних принадлежит и Масий [г. Тур-Абдин] — гора, возвышающаяся над Нисибией и Тигранокертами». Далее Страбон сообщает, что «Поблизости от Тигра находятся области гордиеев, которых древние называли кардухами; города их были Сариса, Саталка и Пинака…» (XVI, 1, 24). Русский учёный В. П. Никитин Гордиейские (Кордуенские) горы локализует между Диярбакыром и Мушем.
Название Кордуена связывают с названием племени кардухов, которое помещают то к западу от озера Урмия, то дальше к востоку. Кардухи были известны как воинственные и неукротимые горцы, не подчиняющиеся персидскому царю и постоянно устраивающие набеги на соседей-армян.